# Retrogenia
Retrogenia, czyli tyłożuchwie morfologiczne – wada z grupy dotylnych wad zgryzu, związana z zahamowaniem  doprzedniego wzrostu żuchwy oraz ze zmianami w budowie tej kości. W wadzie tej skrócony trzon żuchwy jest przegięty w kierunku tylnym. Palpacyjnie wyczuć można zagłębienie na dolnym brzegu trzonu kości, a kąt żuchwy jest zauważalnie powiększony. Guzowatość bródkowa nie jest wykształcona. W większości przypadków zmianom tym towarzyszy skrócenie gałęzi żuchwy.
W rysach twarzy obserwować można spłaszczenie i cofnięcie bródki, a także wydłużenie dolnego odcinka twarzy.
Wewnątrzustnie można zauważyć cofnięcie dolnego łuku zębowego, zwykle w połączeniu z wychyleniem siekaczy górnych i dolnych i często towarzyszącym zgryzem otwartym.

## Etiologia
Jako przyczynę retrogenii wymienia się przebytą krzywicę, a także artropatie stawów skroniowo-żuchwowych. Jeśli przyczyną tyłożuchwia morfologicznego jest artropatia, wówczas obserwuje się ograniczenie lub zniesienie doprzedniej ruchomości żuchwy.
Retrogenię w połączeniu z innymi deformacjami twarzoczaszki można obserwować także w zespole Pataua.

## Leczenie
Leczenie zachowawcze aparatami ortodontycznymi retrogenii nie prowadzi do istotnej poprawy rysów twarzy. Poprawę stosunków zgryzowych można uzyskać przez ekstrakcję pierwszych górnych przedtrzonowców i cofnięcie sześciu zębów szczęki.
Rzeczywistą poprawę rysów twarzy uzyskać można stosując jedną z metod osteotomii żuchwy. W zakresie chirurgii szczękowo-twarzowej wykonywane są także zabiegi dwuszczękowe polegające na skróceniu trzonu żuchwy oraz śródoperacyjnym ustawieniu szczęki względem żuchwy przy udziale lekarza ortodonty.